# Gareguim I Restúnio
Gareguim I Restúnio (em armênio: Գարեգին; romaniz.: Garegin) foi um nobre armênio do século IV, ativo durante o reinado do rei Cosroes III (r. 330–339).

## Nome
O nome Gareguim (Գարեգին, Garegin) tem origem desconhecida. Nina Garsoïan propôs que possa estar relacionado ao persa médio gar, que derivou do avéstico gari-, "montanha".

## Vida
De acordo com Fausto, o Bizantino, era irmão de Mirabandaces I, o que contradiz o relato de Moisés de Corene, que não o menciona e alega que Mirabandaces era irmão de Zora. Em 338, ajudou Vache I a lidar com a invasão de Sanatruces, chefe dos masságetas e alanos, que havia invadido o Reino da Armênia a pretexto de ter direito ao trono.